# (11834) 1985 RQ3
(11834) 1985 RQ3 là một tiểu hành tinh vành đai chính. Nó được phát hiện bởi Henri Debehogne ở Đài thiên văn La Silla ở Chile ngày 7 tháng 9 năm 1985.